# Иван Данчов (архитект)
Вижте пояснителната страница за други личности с името Иван Данчов.
Иван Петров Данчов е български архитект, проектирал голям брой обществени, промишлени и жилищни сгради през първата половина на 20 век. Той ръководи колектива, проектирал реконструкцията на центъра на София в началото на 50-те години.

## Биография
Данчов е роден на 17 март 1893 в София.. От 1911 учи архитектура в Политехниката на Берлин-Шарлотенбург, но прекъсва обучението си по време на войните (1912-1918) и се дипломира едва през 1922. Завършва Военно училище (1912) в София. След завръщането си работи в главната дирекция на Български държавни железници (1922-1925) и като технически ръководител при реконструкцията на Народния театър и при строежа на паметника Шипка. От 1928 до 1939 е съдружник със Станчо Белковски, съвместно с когото реализира много от известните си проекти.
През 1946 Данчов започва да преподава в Държавната политехника (по-късно във ВИСИ), основава катедра „Промишлени и селскостопански сгради“ и е неин ръководител (1954 - 1958), професор (1954).
Ръководител на ателие в Централната архитектурна проектантска организация (ЦАПО, по-късно „Главпроект“), образувана след национализацията на частните проектантски бюра в София и неин първи директор (1948 - 1954). През 1949 участва в проектирането на Мавзолея на Георги Димитров, заедно с Георги Овчаров и Рачо Рибаров. Той е и ръководител на колектива за реконструиране на централната част на София през 1952-1954.
Иван Данчов умира на 16 септември 1972 г. в София.

## Памет
На архитект Иван Данчов е наречена улица в квартал „Симеоново“ в София (Карта).

## Проекти
- Държавна митница, София (1922-1925)
- Вагонен завод, Дряново
- Общинска кланица, Габрово
- Текстилна фабрика „България“, София
- Механотехникум, Марино поле (1925-1927)
- Болница (днес Ендокринологична болница към Медицинския университет), София (1931-1933)
- Телеграфо-пощенска палата, Търново (1930; със Станчо Белковски)
- Национален студентски дом, София (1929-1933; със Станчо Белковски)
- Градоустройствено решение за жилищен комплекс „Твърди ливади“, Перник (1925-1932; със Станчо Белковски)
- Германско училище (днес Национална музикална академия), София (1931-1932; със Станчо Белковски)
- Германско училище (разрушено през 2019[3]), Бургас (1931-1932; с Станчо Белковски)
- Архитектурен комплекс „България“, бул. „Цар Освободител“ 4, София (1934-1937; със Станчо Белковски)
- Кинотеатър и апартаментен хотел „Балкан“ (сега Младежки театър), София (1935-1937; със Станчо Белковски)
- Мавзолей на Георги Димитров (разрушен през 1999), София (1949; с Георги Овчаров и Рачо Рибаров)
- Министерство на електрификацията (днес Президентство), София (1952-1954; с колектив)

## Награди и отличия
- 1951 г. – Димитровска награда;
- 1959 г. – Почетно звание „заслужил архитект“.